# Alcazarén
Alcazarén település Spanyolországban, Valladolid tartományban. Alcazarén Matapozuelos, Mojados, Megeces, Pedrajas de San Esteban, Olmedo és Hornillos de Eresma községekkel határos. Lakosainak száma 614 fő (2024).

## Népesség
A település lakosságának változását az alábbi diagram mutatja:
| Lakosok száma | 706  | 702  | 706  | 733  | 733  | 675  | 647  | 635  | 643  | 614  |
|               | 2001 | 2004 | 2007 | 2009 | 2012 | 2014 | 2017 | 2019 | 2022 | 2024 |